# 豆芽遊戲
豆芽遊戲（Sprouts），是種屬於抽象策略遊戲並且為無偏博弈的紙筆遊戲，由數學家約翰·何頓·康威、Michael S. Paterson於1970年代在劍橋大學發表。

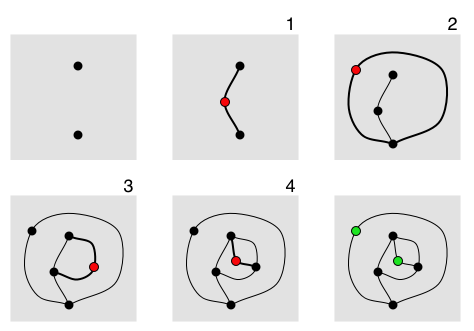
兩點開局的豆芽棋對弈

## 規則
- 開始前，畫上指定數量的點。
- 每方回合在兩點（可以是同一點）間畫上連接線，然後於此線畫上一點。
  - 每個點最多連接其他三個點。
  - 線可以彎線或直線，不可跨越自己線或其他線。[1]

## 必胜策略
豆芽游戏有两个版本：普通版本（画最后一条线者赢）和悲惨版本（画最后一条线者输）。由于豆芽游戏是有限游戏且必有胜者，故必有必胜策略，区别只在于胜者是先手还是后手。
关于普通版本，丹尼斯·莫里森（Denis Mollison）在1982年证明，若开局时有6个点，则后下者有必胜策略。截至2011年，开局为44个点及以下的所有情况都有证明。关于悲惨版本，目前已证明至开局为20个点及以下的所有情况。

## 對外链接
- 遊戲協會 （页面存档备份，存于）
- 遊戲下載